# Bob Clasby
Robert James Clasby (Detroit, 28 settembre 1960) è un ex giocatore di football americano statunitense che ha militato nel ruolo di defensive tackle nella United States Football League (USFL) e nella National Football League (NFL).

## Carriera
Clasby fu scelto dai Seattle Seahawks nel corso del nono giro (236º assoluto) del Draft NFL 1983. Tuttavia non vi giocò mai e firmò con i Chicago Blitz della USFL nel 1983 e con i Jacksonville Bulls nel 1984. Nel 1986 passò ai St. Louis Cardinals della NFL con cui disputò cinque stagioni nella massima lega, con 14,5 sack e un intercetto in 49 presenze.